# デインズ
デインズ（オランダ語: Deinze、オランダ語発音: [ˈdɛi̯nzə] ( 音声ファイル)）は、ベルギー・オースト＝フランデレン州にある基礎自治体である。

## 概要
人口は2022年時点で4万4315人、面積は128.03 km2 (49 sq mi)、人口密度は342人/km2である。州都のヘントに隣接している都市である。

## 歴史
1695年、大同盟戦争で英軍がこの町に駐屯していたが、フランシス・ファーガス・オファレルが仏軍に敗北した地点として知られている。
1836年に郵便局が開設され、郵便番号は当初31番であった。1874年に94番に変更となった。その後9800に変わっている。
2019年1月1日にネーヴェレを合併した。

## スポーツ
自転車レースのヘント〜ウェヴェルヘムが市内を通過する他、イネオス・グレナディアスが作戦基地を置いている。
サッカーではKMSKデインズの本拠地として知られている。

## Gallery

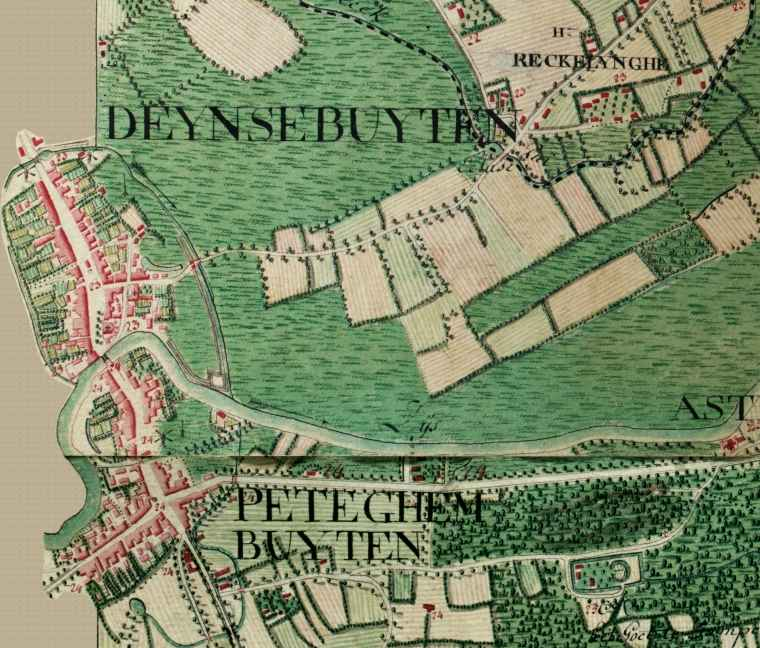
1775年頃のデインズ
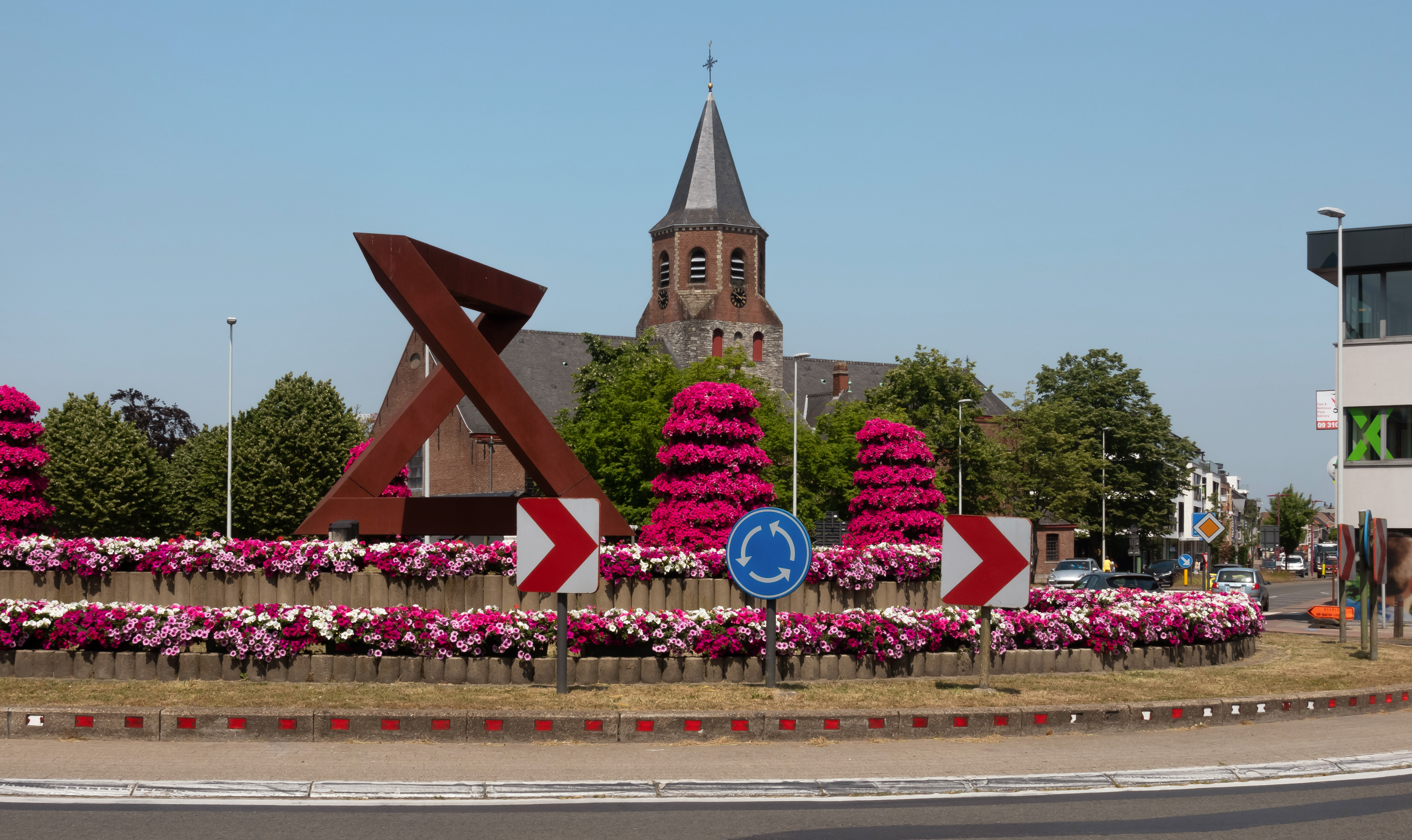
教会
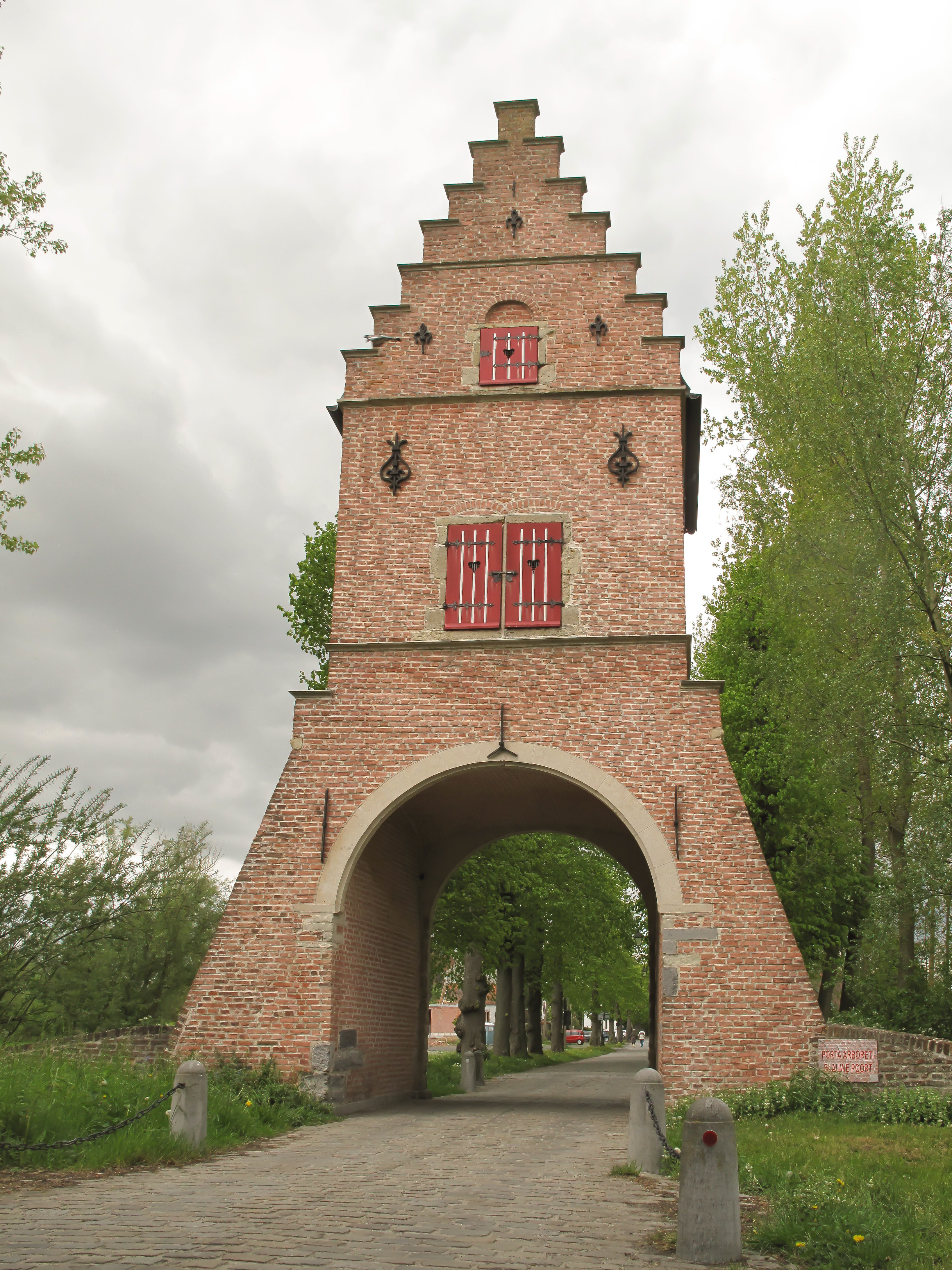
オーイドンク城入口
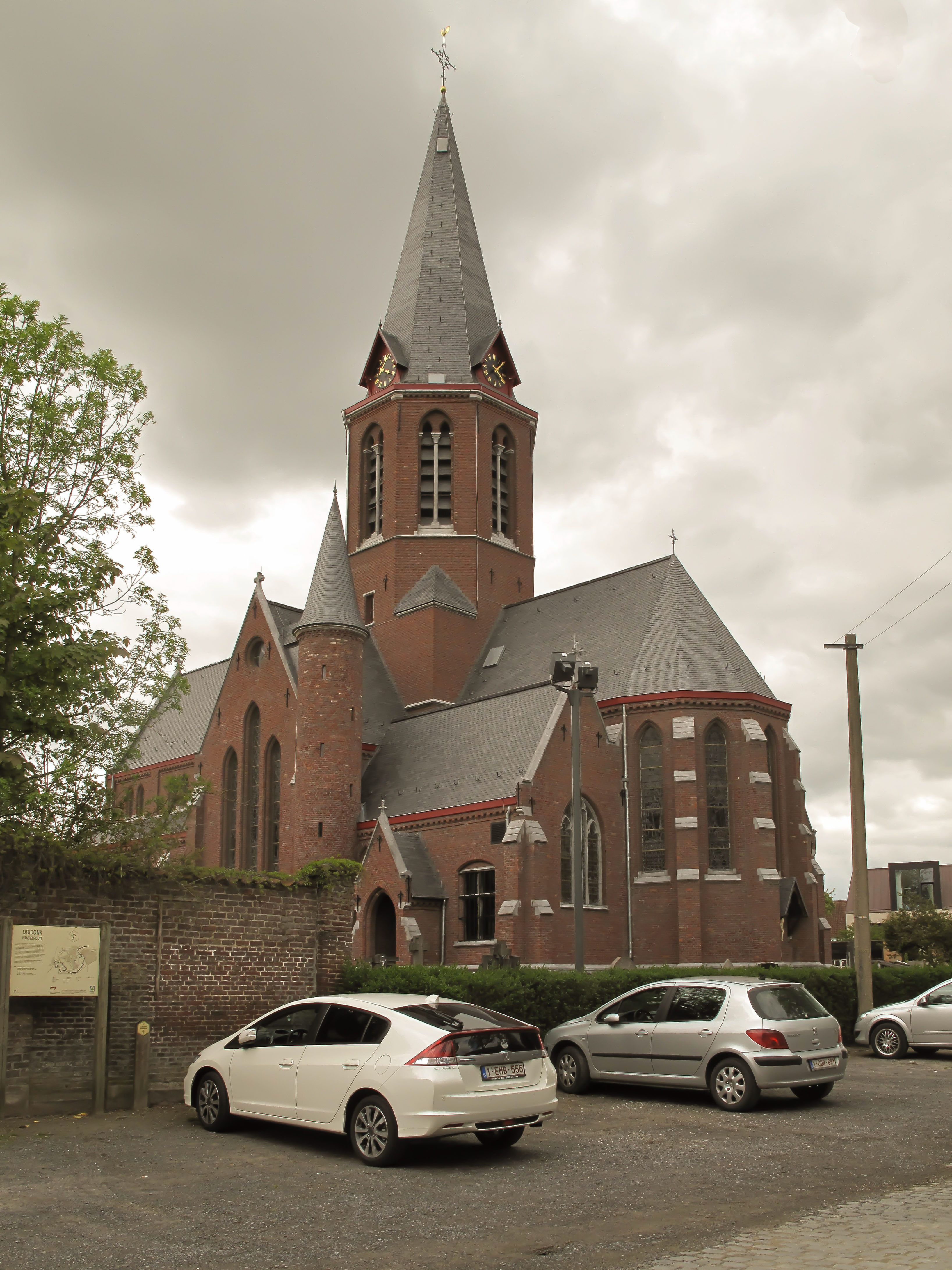
教会